# Bobby George
Pour les articles homonymes, voir George.
Bobby George (né le 16 décembre 1945) est un présentateur et ancien joueur de fléchettes anglais. Surnommé « The King of Darts », il est fréquemment considéré comme le joueur le plus charismatique du jeu, ; célèbre pour ses entrées flamboyantes, au cours desquelles il fut orné de joaillerie, muni de cape, couronne et candélabre au son de We Are the Champions. Il a remporté plusieurs grands tournois et est commentateur depuis 1999.